# (51823) Рикхасбанд
(51823) Рикхасбанд (англ. Rickhusband) — типичный астероид главного пояса, который был открыт 18 июля 2001 года в рамках программы NEAT по поиску околоземных астероидов в Паломарской обсерватории, США и назван в честь американского астронавта Ричарда Хасбанда, погибшего 1 февраля 2003 года в результате катастрофы шаттла «Колумбия», командиром которого он был.

Орбита астероида Рикхасбанд и его положение в Солнечной системе

Астероид Рикхасбанд — один из семи астероидов, открытых в Паломарской обсерватории в середине июля 2003 года, названных в честь погибших астронавтов «Колумбии».